# Brustiarius
Brustiarius is een geslacht van straalvinnige vissen uit de familie van de christusvissen (Ariidae).

## Soorten
- Brustiarius nox (Herre, 1935)
- Brustiarius solidus (Herre, 1935)